# Meidoornuitbreekkogeltje
Het meidoornuitbreekkogeltje (Diaporthe crataegi) is een schimmel behorend tot de familie Diaporthaceae. Het komt voor in loofbossen op rijk zandgronden. Het leeft saprotroof op dode twijgen van de meidoorn (Crataegus). 

## Verspreiding
In Nederland komt het zeer zeldzaam voor.